# Dave Walder
Pour les articles homonymes, voir Walder.

a Compétitions nationales et continentales officielles uniquement.

b Matchs officiels uniquement.
Dernière mise à jour le 29 octobre 2021.
David John Hume Walder, plus connu comme Dave Walder, est un joueur de rugby à XV, né le 7 mai 1978 à Newcastle (Angleterre). Il est demi d'ouverture et mesure 1,77 m pour 82 kg. Il évolue dans le Championnat d'Angleterre sous le maillot des Newcastle Falcons et des London Wasps.
Depuis 2023, il est entraîneur de l'attaque des Bristol Bears.

## Clubs successifs

### Joueur
- 2001-2006: Newcastle Falcons
- 2006-2011: London Wasps
- 2011-2013: Mitsubishi Sagamihara Dynaboars

### Entraîneur
- 2015-2017: Newcastle Falcons (entraîneur des arrières)
- 2017-2023 : Newcastle Falcons (entraîneur en chef puis directeur du rugby)
- Depuis 2023 : Bristol Bears (entraîneur des arrières et de l'attaque)

## Palmarès
- Vainqueur de la Coupe d'Europe en 2007
- Vainqueur du Championnat d'Angleterre en 2008

## Sélection nationale
- 4 sélections avec l'Équipe d'Angleterre de rugby à XV
- 41 points
- 2 essais, 11 transformations, 3 pénalités
- 1er match le 2 juin 2001 contre l'Équipe du Canada de rugby à XV .
- Sélections par année : 3 en 2001 et 1 en 2003.